# Cassam Moollan
Sir Cassam Moollan (26 février 1927 - 15 novembre 2010) fut gouverneur général de Maurice par intérim du 15 décembre 1985 au 17 janvier 1986. Désigné membre du Conseil de la Reine en qualité de juge en chef de Maurice, Sir Cassam a été fait chevalier de l'ordre de Saint-Michel et Saint-Georges par la reine Élisabeth II en 1982 et a été nommé chevalier de la Légion d'honneur en 1986.